# Xylocarpus moluccensis
Xylocarpus moluccensis ((Lam.) M.Roem, 1846) è una pianta della famiglia delle Meliaceae, costituente le mangrovie costiere dell'oceano Indiano e del Pacifico occidentale.